# Istria Winter Cup
Istria Winter Cup je međunarodni nogometni turnir za seniorske klubove koji se od 2011. godine održava u istarskim gradovima Novigradu, Rovinju i Umagu. 

Na turniru uglavnom nastupaju prvoligaški klubovi iz europskih država, a održava se u siječnju ili veljači kao dio priprema klubova za proljetni dio sezone.

## Dosadašnji pobjednici i sudionici
| godina | pobjednik       | drugoplasirani  | trećeplasirani                     | četvrtoplasirani | ostali sudionici napomene                                           |
| ------ | --------------- | --------------- | ---------------------------------- | ---------------- | ------------------------------------------------------------------- |
| 2011.  | Rijeka          | Kecskeméti TE   |                                    |                  | Novigrad Pomorac Kostrena                                           |
| 2012.  | Kecskeméti TE   | Istra 1961 Pula | Koper                              | Domžale          | Pomorac Kostrena Žalgiris Vilnius                                   |
| 2013.  | Wolfsberger AC  | Istra 1961 Pula | Pomorac Kostrena                   | Široki Brijeg    | Gyirmót SE Győr Željezničar Sarajevo Žalgiris Vilnius Kecskeméti TE |
| 2014.  | Novigrad        | Zavrč           | Široki Brijeg Željezničar Sarajevo |                  | Cibalia Vinkovci Budućnost Podgorica Sesvete Ceahlăul Piatra Neamț  |
| 2015.  | Zrinjski Mostar | Zavrč           | CFR 1907 Cluj                      | Novi Pazar       | Gyirmót SE Győr Borac Banja Luka Ilirija Ljubljana Novigrad         |
| 2016.  | Gyirmót SE Győr | Novigrad        | Olimpija Ljubljana                 | Zrinjski Mostar  | Istra 1961 Pula Celje                                               |
| 2017.  | Gyirmót SE Győr | Široki Brijeg   | Novigrad                           | Kapfenberg SV    | Aluminij Kidričevo GOŠK Gabela                                      |
| 2018.  | Krupa           | Rudar Velenje   | Budafoki MTE                       | Novigrad         | Gyirmót SE Győr Široki Brijeg                                       |

## Dosadašnji sudionici turnira
Popis sudionika turnira do 2018. godine. 
| - Kapfenberg SV - Wolfsberger AC - Borac Banja Luka - GOŠK Gabela - Široki Brijeg - Zrinjski Mostar - Željezničar Sarajevo - Krupa | - Budućnost Podgorica - Cibalia Vinkovci - Istra 1961 Pula - Novigrad - Pomorac Kostrena - Rijeka - Sesvete - Žalgiris Vilnius | - Gyirmót SE Győr - Kecskeméti TE - Budafoki MTE - Ceahlăul Piatra Neamț - CFR 1907 Cluj - Aluminij Kidričevo - Celje - Domžale | - Ilirija Ljubljana - Koper - Olimpija Ljubljana - Zavrč - Rudar Velenje - Novi Pazar |

## Poveznice
- stranica turnira  Arhivirana inačica izvorne stranice od 1. siječnja 2017. (Wayback Machine)
- NK Novigrad
- Novigrad
- Rovinj
- Umag
- Arena Cup
- nogometni turnir Istria Cup, Pula